# Marcus Calpurnius Bibulus (politikus)
Marcus Calpurnius Bibulus (? – i. e. 31 körül) római államférfi, consul, író
Marcus Calpurnius Bibulus fia volt. I. e. 59-ben Caius Iulius Caesarral együtt consuli tisztséget viselt. A philippi melletti csatában (i. e. 42) Antonius fogságába került, akit ezután mint pártvezérét követte. Később mint legatus Szíriába ment, ahol i. e. 31 körül meghalt. Egy Απομνημονευματα Βρουτου („Apomnémoneumata Brutu”) című munkája maradt fenn.